# Gordon A. Blake
Gordon Aylesworth Blake, né en 1902 et mort en 1997, est un lieutenant général américain de l'United States Air Force ayant notamment été directeur de la National Security Agency (NSA) entre 1962 et 1965.
Après être sorti diplômé de West Point, Blake est entré dans l'United States Army Air Corps. Il reçoit la Silver Star pour bravoure au combat lorsque, subissant une attaque japonaise sur l'île d'Oahu, il est resté à son poste, dans la tour de contrôle du terrain d’atterrissage, afin d'aider les Boeing B-17 Flying Fortress à atterrir.

## Décoration
- Air Force Distinguished Service Medal
- Silver Star
- Legion of Merit reçu pour son action durant la Seconde Guerre mondiale.
- Distinguished Flying Cross
- Air Medal
- Army Achievement Medal
- American Defense Service Medal
- American Campaign Medal
- Asiatic-Pacific Campaign Medal
- World War II Victory Medal
- National Defense Service Medal
- Air Force Longevity Service Award
- Philippine Liberation Medal
- Philippine Independence Medal (en)